# Cryptandra apetala
Cryptandra apetala là một loài thực vật có hoa trong họ Táo. Loài này được Ewart & Jean White mô tả khoa học đầu tiên năm 1909.